# Neuseeländische Cricket-Nationalmannschaft in Australien in der Saison 2011/12
Die Tour der neuseeländischen Cricket-Nationalmannschaft nach Australien in der Saison 2011/12 fand vom 1. bis zum 13. Dezember 2011 statt. Die internationale Cricket-Tour war Bestandteil der Internationalen Cricket-Saison 2011/12 und umfasste zwei Tests. Die Serie endete 1–1 unentschieden.

## Stadien
Die folgenden Stadien wurden für die Tour als Austragungsort vorgesehen und am 14. Juni 2011 festgelegt.
| Stadt    | Stadion        | Kapazität | Spiele  |
| -------- | -------------- | --------- | ------- |
| Brisbane | The Gabba      | 42.000    | 1. Test |
| Hobart   | Bellerive Oval | 20.000    | 2. Test |

## Kaderlisten
Neuseeland benannte seinen Kader am 16. November 2011.
Australien benannte seinen Kader am 26. November 2011.
| Test | Test |
| Australien | Neuseeland |
| --- | --- |
| - Michael Clarke (K) - Brad Haddin (VK & wk) - Daniel Christian - Ben Cutting - Phil Hughes - Michael Hussey - Usman Khawaja - Nathan Lyon - James Pattinson - Ricky Ponting - Peter Siddle - Mitchell Starc - David Warner | - Ross Taylor (K) - Brendon McCullum (VK & wk) - Doug Bracewell - Martin Guptill - Chris Martin - Tim Southee - BJ Watling - Reece Young (wk) - Trent Boult - Dean Brownlie - Jesse Ryder - Daniel Vettori - Kane Williamson |

## Tour Matches
| 18. – 20. November | Sydney | New South Wales XI | – | New Zealanders |
|                    |        | abgesagt           |   |                |

| 24. – 27. November Scorecard | Brisbane | New Zealanders 423 (97) & 467-6 (108) | – | Australien 395 (109.3) |
|                              |          | Remis                                 |   |                        |

## Tests

### Erster Test in Brisbane
| 1. – 5. Dezember Scorecard | Brisbane | Neuseeland 295 (82.5) & 150 (49.4) | – | Australien 427 (129.2) & 19-1 (2.2) |
|                            |          | Australien gewinnt mit 9 Wickets   |   |                                     |

### Zweiter Test in Hobart
| 9. – 13. Dezember Scorecard | Hobart | Neuseeland 150 (45.5) & 226 (78.3) | – | Australien 136 (51) & 233 (63.4) |
|                             |        | Neuseeland gewinnt mit 7 Runs      |   |                                  |

## Statistiken
Die folgenden Cricketstatistiken wurden bei dieser Tour erzielt.
| Tests           | Tests      | Tests   | Tests   | Tests   | Tests   | Tests   | Tests   | Tests   |
| Batting         | Batting    | Batting | Batting | Batting | Batting | Batting | Batting | Batting |
| Spieler         | Mannschaft | Spiele  | Innings | Runs    | Average | HS      | 100s    | 50s     |
| --------------- | ---------- | ------- | ------- | ------- | ------- | ------- | ------- | ------- |
| Dean Brownlie   | Neuseeland | 2       | 4       | 196     | 65,33   | 77*     | 0       | 2       |
| Michael Clarke  | Australien | 2       | 3       | 161     | 53,66   | 139     | 1       | 0       |
| David Warner    | Australien | 2       | 4       | 153     | 76,50   | 123*    | 1       | 0       |
| Daniel Vettori  | Neuseeland | 1       | 2       | 113     | 56,50   | 96      | 0       | 1       |
| Brad Haddin     | Australien | 2       | 3       | 100     | 33,33   | 80      | 0       | 1       |
| Bowling         |            |         |         |         |         |         |         |         |
| Spieler         | Mannschaft | Spiele  | Overs   | Wickets | Average | BBI     | 5W      | 10W     |
| James Pattinson | Australien | 2       | 60.5    | 14      | 14,00   | 5/27    | 2       | 0       |
| Nathan Lyon     | Australien | 2       | 49      | 10      | 12,60   | 4/69    | 0       | 0       |
| Doug Bracewell  | Neuseeland | 2       | 53      | 10      | 17,20   | 6/40    | 1       | 0       |
| Peter Siddle    | Australien | 2       | 78      | 9       | 23,22   | 3/42    | 0       | 0       |
| Chris Martin    | Neuseeland | 2       | 61      | 8       | 22,37   | 3/46    | 0       | 0       |

## Player of the Series
Als Player of the Series wurden die folgenden Spieler ausgezeichnet.
| Serie | Player of the Series |
| ----- | -------------------- |
| Test  | James Pattinson      |

### Player of the Match
Als Player of the Match wurden die folgenden Spieler ausgezeichnet.
| Spiel   | Player of the Match |
| ------- | ------------------- |
| 1. Test | James Pattinson     |
| 2. Test | David Warner        |